# Brama Dębińska w Poznaniu
Brama Dębińska (niem. Eichwald Thor) – jedna z bram Twierdzy Poznań. Jednoprzelotowa brama komunikacyjna, pozwalała na połączenie miasta z Dębiną i Dębcem. Znajdowała się u wylotu ulic Strzeleckiej (ówczesnej Schützenstrasse) i Garbary (Grosse Gerberstrasse), a ich przedłużeniem za bramą była Droga Dębińska (Eichwald-Strasse). Na przedpolu bramy istniał Plac Zjednoczenia.

## Historia
Pierwotnie nie planowano jej budowy, ale ze względu na zwiększający się ruch na południe od miasta, została przebita około 1855 roku. Umiejscowiono ją między Bastionem Rödera (na wschodzie) a Bastionem Brünnecka. Została rozebrana jako jedna z ostatnich w 1908 roku.

## Architektura

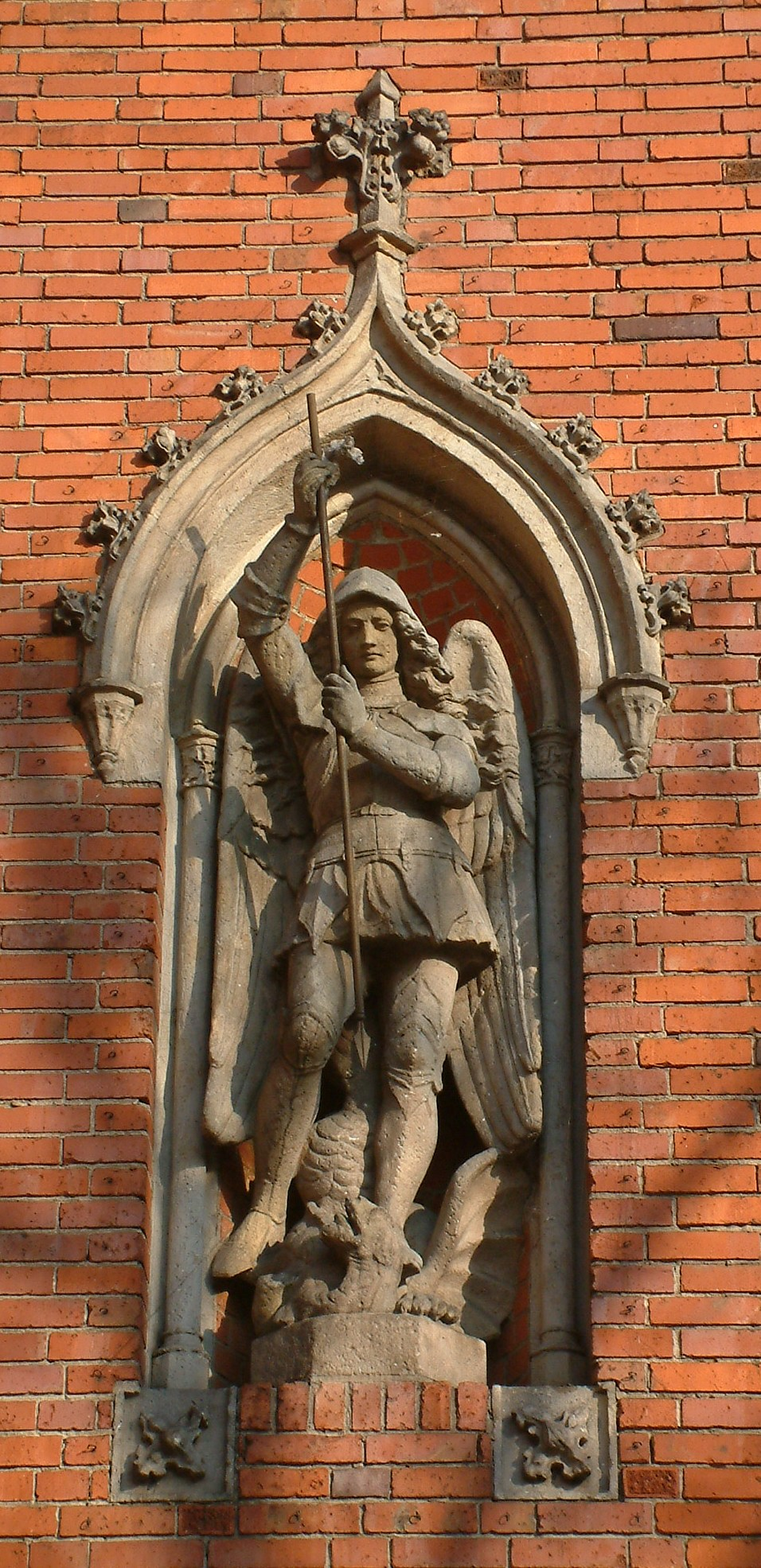

Była to szeroka brama obramowana kamieniem, wzniesiona na planie prostokąta, składająca się z trzech wyodrębnionych z bryły części. Środkowa, cofnięta w stosunku do dwóch sąsiednich, zawierała sklepiony przejazd; wykończona została na szczycie z każdej strony orłem pruskim. Boczne części od strony przedpola miały otwory strzelnicze, a od strony miasta maswerkowe okna. Przy gruncie biegł wąski gzyms. Z każdej strony znajdowała się tablica z nazwą bramy EICHWALD THOR, a szczyt wykończono krenelażem.
Przed bramą na przedpolu znajdował się most nad fosą forteczną.

### Figura Archanioła Michała
Od strony miasta, nad wjazdem znajdowała się figura Archanioła Michała przebijającego włócznią smoka, wyrzeźbiona w 1855 roku, którą podczas rozbiórki bramy w 1908 roku przeniesiono na budynek szkoły przy dzisiejszej ul. Słowackiego. Wykonana została w piaskowcu przez rzeźbiarza Ludwika Stürmera, na podstawie osobistego szkicu Fryderyka Wilhelma IV.